# Mycostigma aegeritoides
Mycostigma aegeritoides är en svampart som först beskrevs av Bourdot & Galzin, och fick sitt nu gällande namn av Jülich 1976. Mycostigma aegeritoides ingår i släktet Mycostigma och familjen Atheliaceae.   Inga underarter finns listade i Catalogue of Life.